# Meurtre rituel
 (janvier 2020).
Améliorez-le ou discutez des points à vérifier. 
Les meurtres rituels, assassinats ou crimes rituels ont existé et existent encore de nos jours, commis individuellement ou collectivement contre des groupes minoritaires vulnérables, les albinos constituant en Afrique un groupe particulièrement ciblé et vulnérable.
Les allégations ou accusations attribuent généralement à des minorités déterminées et socialement rejetées des meurtres contre les membres du groupe majoritaire, le plus souvent des enfants. Calomniant ceux qu'elle proclame les auteurs, elle provoque et justifie oppression et persécution. Ses colporteurs profitent des enlèvements qu'on n'a pu éclaircir, des accidents et des décès et pour les expliquer, ils proposent des boucs émissaires. De telles légendes ne sont pas seulement le résultat de légendes populaires, enracinées dans la superstition, mais, dans un but de propagande, elles sont aussi construites et utilisées de façon réfléchie par des groupes d'intérêts religieux, politiques, régionaux ou locaux et peuvent prendre la forme de théories du complot. Des pogroms, des lynchages et des meurtres camouflés en jugements en sont souvent le résultat. Il convient de distinguer le meurtre rituel du sacrifice humain, ce dernier étant perpétré dans un cadre sociétal officiel qui le valorise.

## Vue générale
Des accusations d'infanticides rituels, de sacrifice humain et de cannibalisme ont été souvent soulevées par différents peuples et différentes religions de l'Antiquité contre les minorités ethniques et religieuses étrangères, que ce soit par xénophobie ou pour justifier des poursuites judiciaires.
Aux yeux des Juifs, infanticide et cannibalisme caractérisaient les peuples étrangers idolâtres. Dans l'hellénisme, les Grecs et les Romains instruits — coutumiers des pratiques d'infanticide — rapportaient contre le judaïsme des rumeurs analogues, qui se sont plus tard appliquées au christianisme. À l'opposé, au Ier siècle, l'historien Tacite qualifie même d'excentrique la coutume des Juifs à ne vouloir supprimer aucun nourrisson.
Dans le christianisme, des reproches semblables ont d'abord été adressés à certaines sectes gnostiques ou chrétiennes comme les montanistes. Envers les Juifs, le reproche ne s'entendait que très rarement dans l'Antiquité tardive et alors, il faisait allusion au dogme déjà établi du déicide.
C'est seulement depuis le haut Moyen Âge que des accusations de meurtres rituels se sont propagées dans l'Europe dominée par l'Église catholique et sont devenues alors l'élément principal permettant de poursuivre les autres convictions religieuses : le plus souvent des Juifs, plus rarement aussi de prétendus hérétiques et des sorcières. Plus tard les catholiques ont attribué également aux protestants et aux francs-maçons de telles pratiques, et les Puritains de leur côté en croyaient les catholiques capables.

## Allégations et accusations

### Accusations contre les Juifs

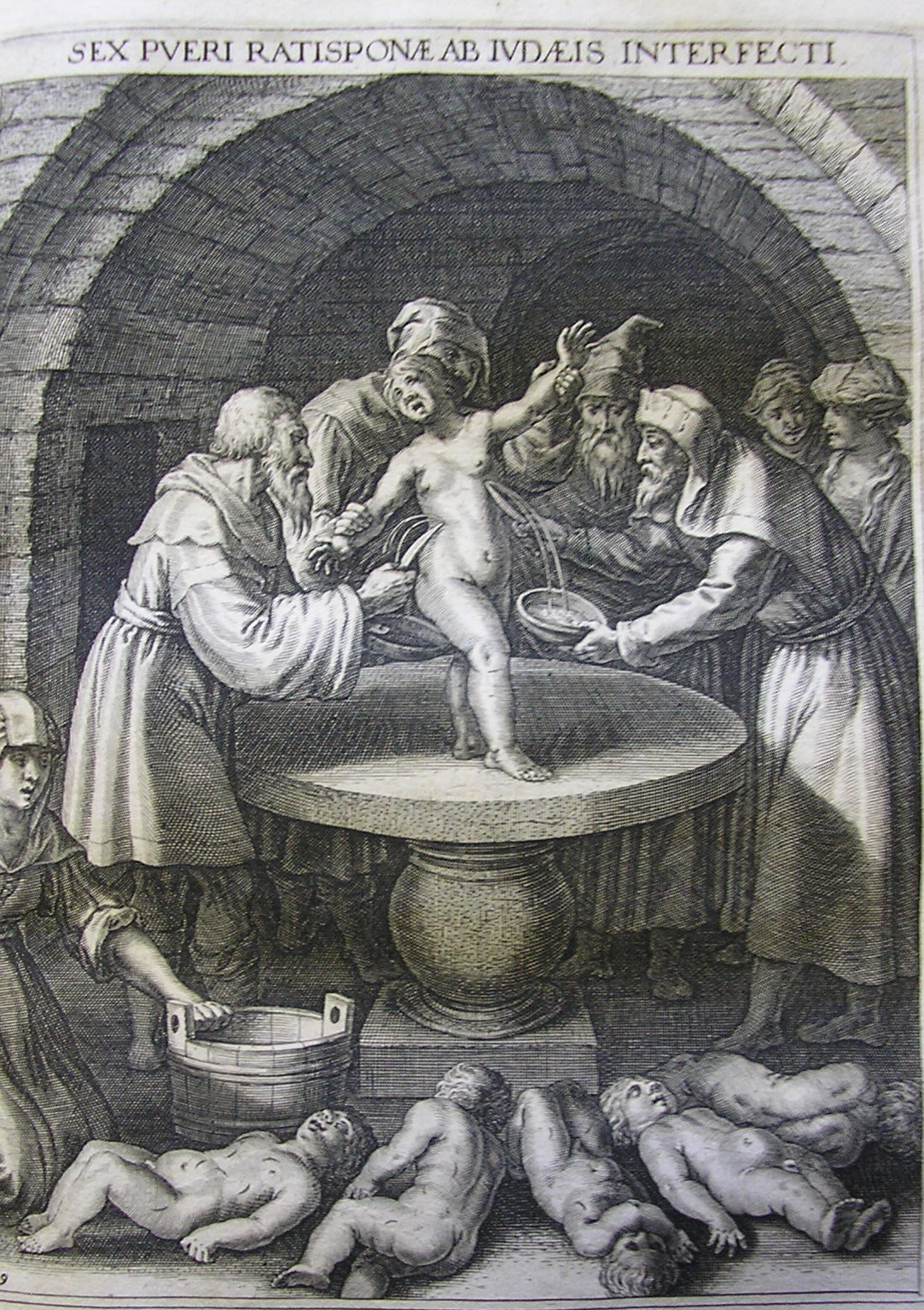
Représentation de crime rituel par des Juifs, gravure sur cuivre, Ratisbonne (Allemagne), 1627

Le reproche de meurtre rituel que les chrétiens adressaient aux Juifs se développa au XIIe siècle. La prétendue soif du sang d'enfants chrétiens dont les Juifs auraient eu besoin pour leurs matzoth à Pessa'h (Pâque) afin de s'en servir pour leur médecine ou leur magie, voilà qui fait partie des stéréotypes les plus tenaces de l'antijudaïsme chrétien. De telles accusations étaient le plus souvent fatales pour les accusés, pour leurs familles et pour leur communauté.
Depuis l'Angleterre, en passant par l'Espagne et la France, la légende antijuive parvint au XIIIe siècle dans l'espace germanophone. De là, elle gagna l'Italie, la Pologne et la Lituanie (XVIe siècle), finalement elle passa en Russie (XVIIIe siècle) et dans l'Empire ottoman (XIXe siècle). Elle survécut à l'époque des Lumières et, parallèlement à l'antisémitisme, connut un nouvel élan de 1800 jusqu'à 1914 en Europe centrale et en Europe de l’Est. Les nationaux-socialistes l'utilisaient pour exciter systématiquement le peuple dans la préparation de l'Holocauste. À présent, elle reste vivante, surtout, dans la propagande arabe islamique contre des Juifs.
En 2007, l'historien israélien Ariel Toaff a écrit un livre évoquant la possibilité que les Juifs accusés du meurtre de Simon de Trente en 1475 en fussent coupables. Mais il le démentit très rapidement. Par ailleurs, une réfutation minutieuse comprenant des interviews de plusieurs érudits italiens a paru à ce propos, le 11 février 2007 dans le journal italien « Corriere della Sera ».

### Chasse aux sorcières

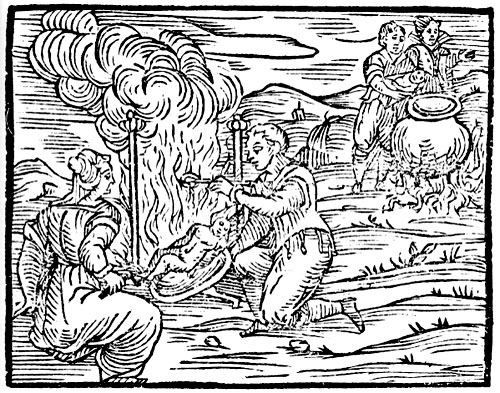
Sorcières cuisinant des enfants - tiré du Compedium maleficarum de Francesco Maria Guazzo, 1608.

Au XVe siècle, des allégations de meurtre rituel contre des femmes et des hommes accusés de pratiquer la «sorcellerie » ont été soulevées. Ils étaient accusés de pratiques que l'Inquisition ecclésiastique avait condamnées depuis le XIIIe siècle.
Le canevas des accusations était sensiblement le même dans toute l'Europe. Par exemple, vers 1431, la chronique de Hans Fründ de Lucerne décrit les circonstances entourant la persécution des sorcières du Valais, énumérant pour la première fois ce qui était censé être fait le jour du sabbat des sorcières : pacte avec le diable, vol aérien, production et utilisation de pommade de sorcière, repas orgiaque avec de la nourriture volée, dégâts magiques, meurtre rituel d'enfants et cannibalisme.

### Assassinat du tsar Nicolas II et de la famille impériale russe

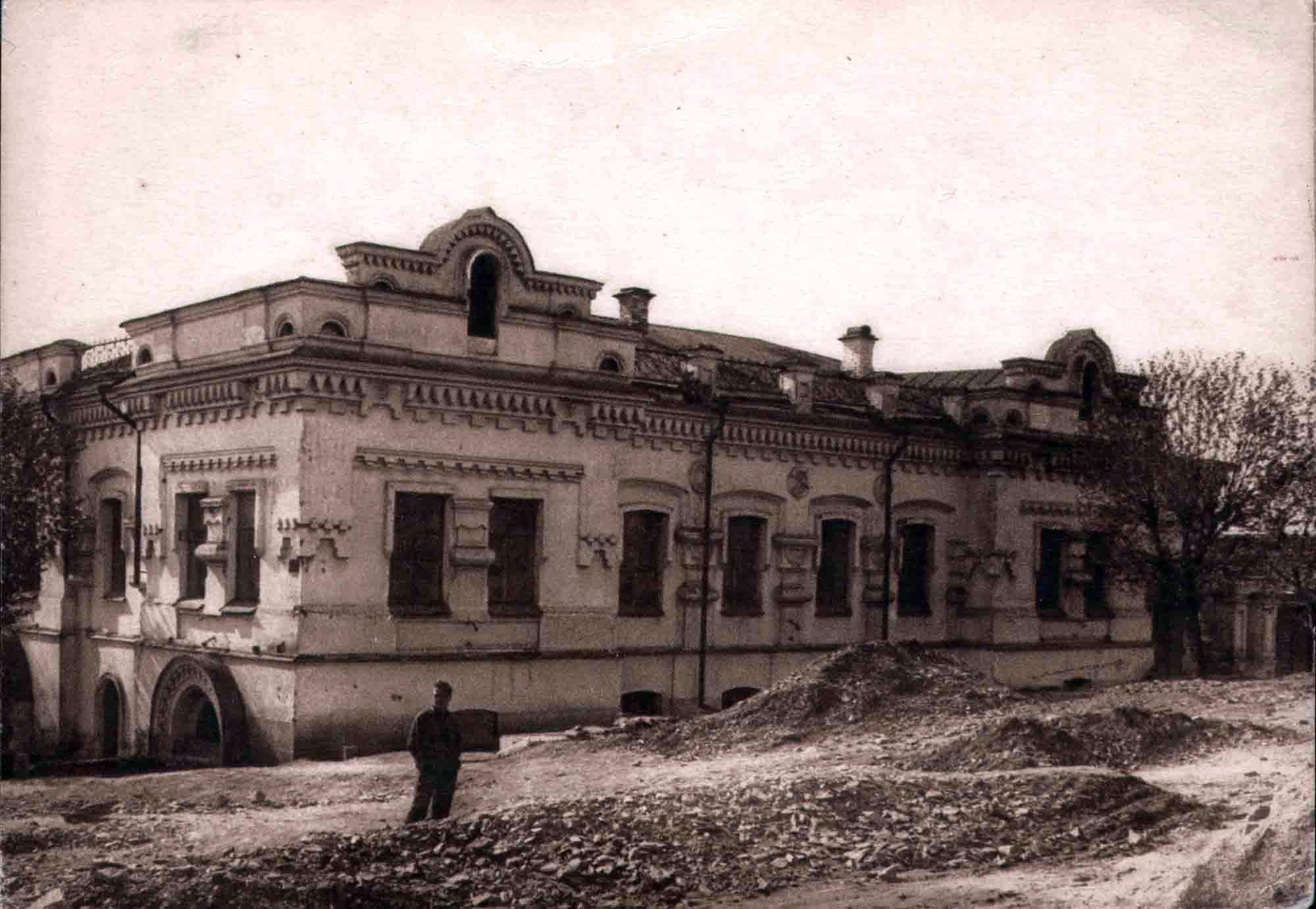
La maison Ipatiev, lieu de l'Assassinat de la famille impériale russe par les bolchéviques en 1918.

L'assassinat de la famille impériale russe en 1918 par les bolchéviques donna lieu à de nombreuses accusations de crime rituel et le signalement de symboles occultistes sur la scène du crime selon plusieurs sources.
Robert Wilton, correspondant en Russie du Times, couvre pour le magazine les évènements de la révolution russe. Fortement antisémite, il contribue par ses articles à influencer l'opinion publique britannique et à diffuser au Royaume-Uni comme en Occident le concept de judéo-bolchevisme. En 1920, se basant sur les investigations du magistrat Nikolaï Sokolov  sur l'exécution de la famille Romanov, il publie un livre, The Last Days of the Romanov, dans lequel il reprend la thèse du crime rituel juif et présente le massacre de la famille impériale comme la résultante d'un complot occulte.
En 2017, la justice russe ouvre l'enquête sur les circonstances du crime y compris l'accusation de meurtre rituel.

### Satanisme
La découverte de l'abus sexuel ritualisé sataniste a également donné lieu à des accusations de meurtre rituel et de sacrifice humain comme dans l'affaire des diables de la région de Basse-Modène.
Les directives de l'Ordre des neuf angles tolèrent et même encouragent le meurtre rituel, vu comme un sacrifice humain,, désignant ses victimes comme Opfers.

## Affaires avérées

### En Afrique

#### Assassinats rituels

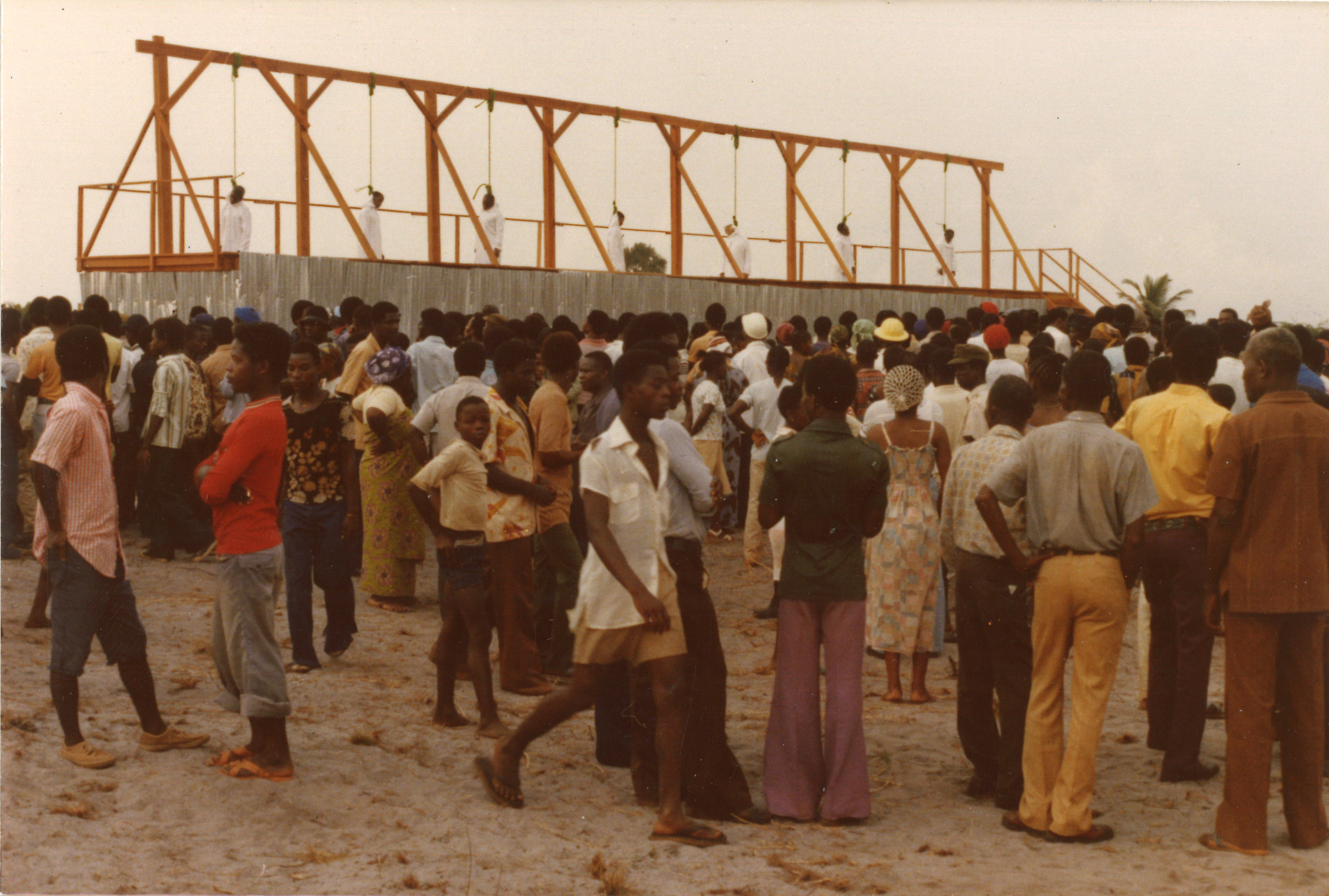
Pendaison des Harper Seven, coupables de meurtres rituels au Liberia, le 16 février 1979.

Des cas de meurtres rituels sont attestés en Afrique.
Les meurtres rituels du Maryland sont une série de meurtres rituels qui ont eu lieu au Liberia autour de Harper dans les années 1970. Ces crimes ont été considérés comme « le cas de meurtre rituel le plus notoire au Liberia » en raison du nombre de meurtres, de l'implication de fonctionnaires du gouvernement et de leurs exécutions publiques ultérieures.

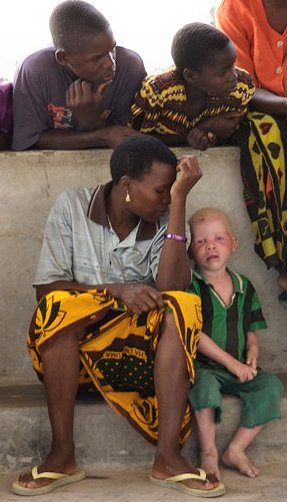
Enfant albinos en Tanzanie.

En Afrique subsaharienne, « la pratique du meurtre rituel et du sacrifice humain continue de se dérouler en violation de la Charte africaine des droits de l'homme et des peuples et d'autres instruments internationaux des droits de l'homme. » Au XXIe siècle, ces pratiques ont été signalées au Nigéria, en Ouganda (87 cas de sacrifices d'enfants entre 2006 et 2014), au Swaziland, au Liberia, en Tanzanie, en Namibie, au Zimbabwe et au Mozambique, et au Mali. C'est une pratique courante[réf. nécessaire] de prélever des parties du corps, du sang ou des tissus d'un enfant encore en vie.
Au Nigéria, une « maison de l'horreur » a été découverte en 2014 à Ibadan,,.
Selon Richard Hoskins, expert en criminologie rituelle, en 2015, il existerait encore des crimes rituels dans plusieurs pays africains : en Ouganda, en Afrique du Sud, au Nigeria qu'il évalue à environ 200 à 300 par an.
Au Maroc, il existerait encore dans certaines contrées reculées, le kidnapping d'enfants suivis de mutilations ou de meurtre, destinés à des rituels occultes,. Le sang de ces enfants, dit zouhris (qui signifie porte-bonheur), sont utilisés notamment pour la recherche de trésors,, mais aussi pour des motifs familiaux. Il doit présenter entre autres comme caractéristiques de ne pas avoir atteint la puberté, d'avoir des yeux très clairs et différents l'un de l'autre, et avoir une ligne continue traversant la paume de la main,.

#### Albinos et trafics d'organes
Les albinos constituent un groupe particulièrement touché, selon les Nations Unies, plus de 80 albinos ont été tués en Tanzanie de 2000 à 2019 et il y a eu au moins 18 meurtres au Malawi de 2014 à 2019. Le phénomène touche également le Mali.
Le phénomène se conjuge également avec le trafic d'organes. Au Gabon et au Cameroun, les meurtriers prélèvent sur leurs victimes plusieurs organes réclamés au nom de croyances ancestrales qui fournissent la matière à la fabrication de fétiches censés donner pouvoir, force ou argent. Au Gabon, le président de l’Association de lutte contre les crimes rituels recense ainsi une quarantaine de meurtres rituels en 2013. Au Congo, ces crimes rituels sont connus sous le nom de kata-kata (« trancher », en lingala). Si dans d’autres pays africains, les crimes rituels visent les albinos, les jumeaux ou les handicapés, au Congo ils ciblent principalement des femmes.

### En Amérique

#### Amérique du Nord
En 1969, le meurtre de Sharon Tate par la bande de Charles Manson a été qualifié de « rituel ». Les crimes du tueur du zodiaque ont été qualifiés de rituels, destinés à accomplir un rituel occulte par les emplacements des meurtres.
Au Québec en 2011, un cas de sudation rituelle dans un environnement sectaire et spirite, qui a causé la mort de la victime par hyperthermie, a été qualifié de crime rituel par certains témoins,,.

Au Mexique en 1989, le chef de bande Adolfo Constanzo a organisé des assassinats rituels.
Le département de la Justice des États-Unis consacre des ressources en relation avec ce type d'affaires.

#### Amérique du Sud
Au Brésil, dans le cas d'enfants castrés à Altamira, ces enfants ont été enlevés, mutilés et assassinés entre les années 1989 et 1993,. Selon la justice du Pará, les crimes ont été commis lors des rituels du satanisme et magie noire promus par la secte "Superior Universal Linear", une organisation mystique.
Le bureau du procureur de Paraná a accusé Beatriz Cordeiro Abagge et sa mère, Celina Abagge, d'avoir encadré l'enlèvement et la mort d'Evandro en 1992 (dans l'affaire Evandro) d'utiliser le corps dans un rituel de magie noire.
Silvia Meraz Moreno est un tueur en série et chef sectaire mexicain reconnu coupable du meurtre rituel de trois personnes entre 2009 et 2010, à Nacozari de García, Sonora. Les meurtres ont eu lieu pour honorer la Santa Muerte,[source insuffisante].

### En Asie
À Singapour en 1988, la découverte des meurtres rituels de Toa Payoh provoqua une tempête médiatique. Les deux enfants avaient été tués lors d'un rituel en l'honneur de la déesse hindoue Kali, dont le rôle traditionnel consiste à protéger les fidèles contre les démons et les calamités. Or, en temps normal, l'adoration de cette déesse ne s'accompagne pas de sacrifices. Les meurtres avaient été planifiés par Adrian Lim, un « médium » auto-proclamé qui avait convaincu plusieurs femmes qu'il détenait des pouvoirs surnaturels. Les trois meurtriers furent pendus le 25 novembre 1988.

### En Europe
Il existe quelques affaires criminelles qui ont été qualifiées de sataniste : ainsi en 1993, le meurtre de Sandro Beyer en Allemagne par un groupe sataniste,. La raison beaucoup plus prosaïque pourrait être un triangle amoureux.
En 2001, en Allemagne, le meurtre de Frank H. par le couple Ruda au sein de la scène sataniste, a été qualifié de rituel,,.

## Dans la littérature et la culture populaire

### Occultisme et spiritisme

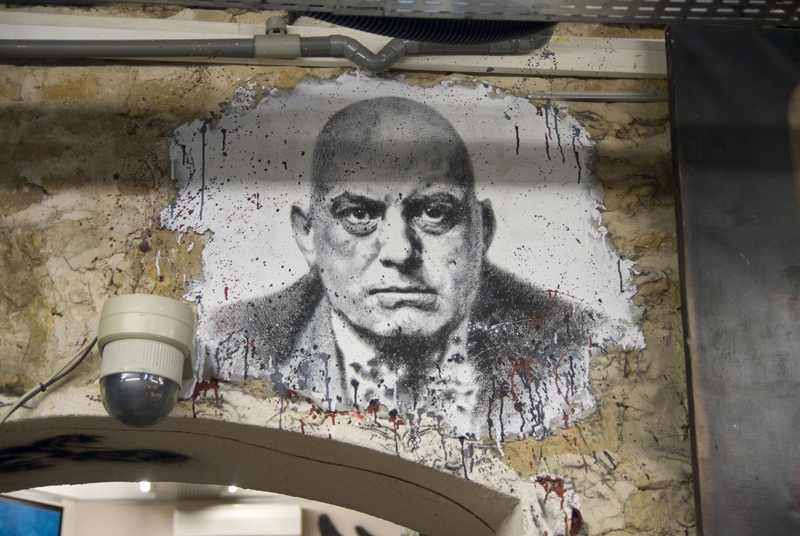
Peinture murale d'Aleister Crowley.

Aleister Crowley a été accusé de promouvoir le meurtre rituel dans ses livres,. Il semble que son œuvre et le personnage d'Aleister Crowley ont eu une influence significative sur nombre d'amateurs d'occultisme. D'une manière générale, il existe de nombreuses références à Aleister Crowley dans la culture populaire. Des personnages fictifs plus ou moins directement inspirés de Crowley, apparaissent ou sont cités dans de nombreuses œuvres musicales, littéraires ou encore télévisuelles.

### Autres œuvres de fiction

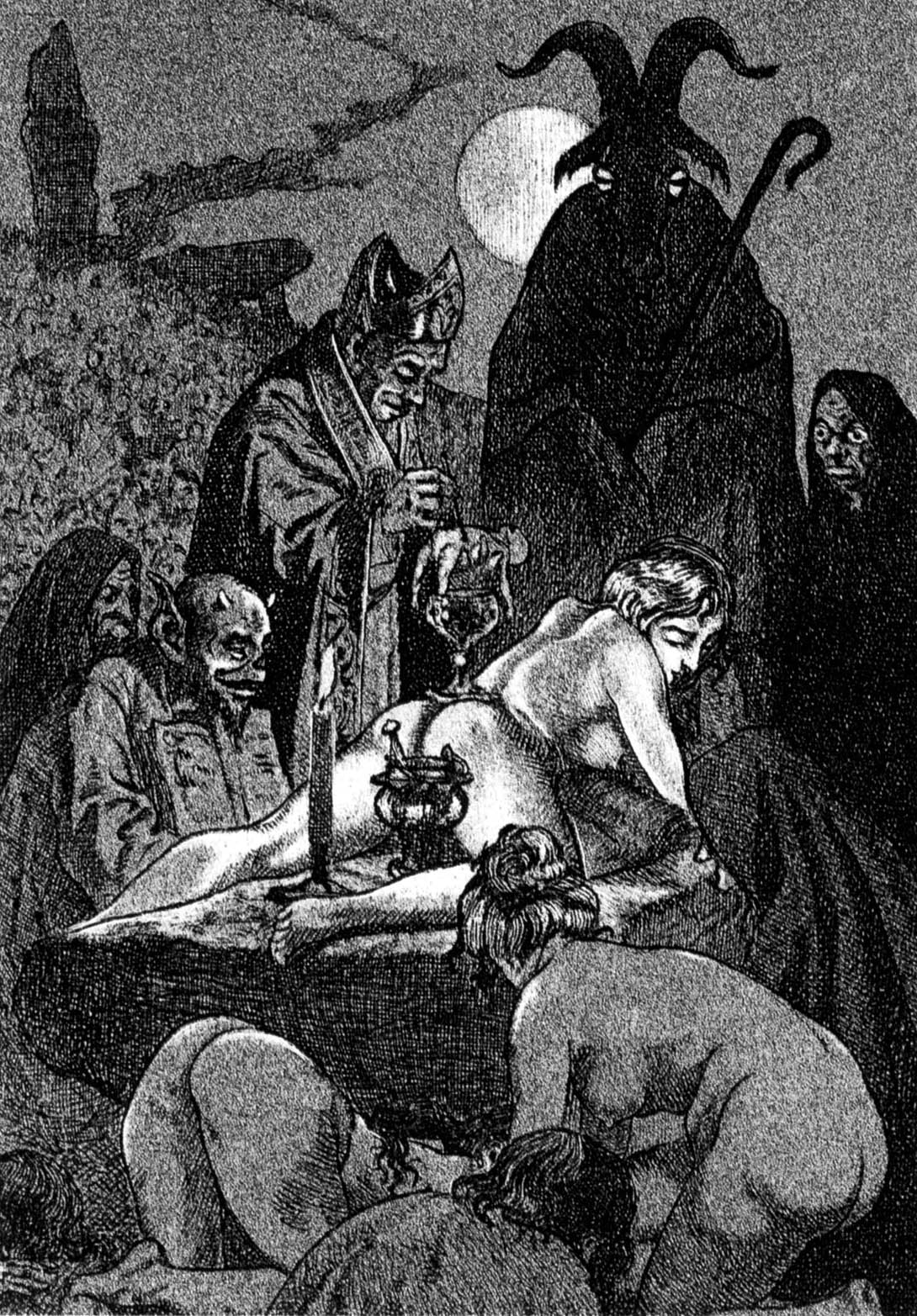
Célébration d'une messe noire avec meurtre rituel d'un nourrisson. Illustration de Martin van Maele (1911) de La Sorcière (essai) de Jules Michelet (1862).

Parmi les œuvres littéraires et cinématographiques, on peut citer:
- La Sorcière, essai de Jules Michelet publié en 1862 à Paris, présente une vision romantique de la sorcière.
- La bande-dessinée La Vilaine Lulu, publiée en 1967 par Yves Saint Laurent y présente des assassinats rituels perpétrés par l'héroïne, Lulu[52].
- Le roman autobiographique occulte de Franz Bardon, Frabato le Magicien (1979), raconte les rituels satanistes et les assassinats rituels d'une loge maçonnique de la ville de Dresde, l'"Ordre maçonnique de la Centurie d'or", et les actions du mage Frabato pour la contrer.
- Miguel Alcíbar,  L'horrible crime rituel de la rue Tribulete  (2004).
- Le roman Le Frère de sang (2007) de la série de romans du Commissaire Antoine Marcas, policier franc-maçon, d'Éric Giacometti et Jacques Ravenne, raconte les assassinats rituels d'un présumé maçon de haut-grade initié à un « degré maçonnique en relation avec la vengeance ».
- Sherlock Holmes (film, 2009): En 1891, Londres, le détective Sherlock Holmes et son partenaire et partenaire Dr John Watson courent pour éviter le meurtre rituel d'une femme par Lord Henry Blackwood, qui a tué cinq autres jeunes femmes de la même manière. Ils arrêtent le rituel avant que l'inspecteur Lestrade et la police ne viennent arrêter Blackwood.
- Le silence de la ville blanche est un roman littéraire policier espagnol de 2016 écrit par Eva García Sáenz de Urturi[53] Le roman se déroule à Vitoria, en 2016. Il y a vingt ans, de tragiques crimes rituels provoquaient la panique entre la ville et Alava jusqu'à ce qu'un archéologue célèbre soit inculpé et condamné à la prison. Mais quand il est sur le point de partir, les crimes reprennent avec le même modus operandi: les victimes sont exposées en nombre pair avec des fleurs dites eguzki-lores en des lieux historiques de la ville. Toutes les victimes ont un âge en multiple de 5 ans et des noms de famille composés à Alava.
- L'épisode Rien ne dure pour toujours (The X-Files) (2018): Dans cet épisode de la série The X-Files, Fox Mulder et Dana Scully sont attirés par l'affaire parce que les preuves suggèrent qu'elle constitue un meurtre rituel. La police exclut les spéculations de Mulder et pense que les meurtres sont liés au vol d'organes, notant que l'un des chirurgiens a vu son permis médical révoqué et qu'il était associé à la mafia russe. Réunis dans une église, les agents discutent brièvement de la nature de la foi. Scully confirme que tous les dons d'organes légaux ont été pris en compte, tandis que Mulder n'a trouvé aucune trace de ventes illégales sur le  'Dark web' . Mulder relie le message du tueur à un psaume sur la vengeance de Dieu et avertit que les barres de fer qui correspondent à la forme distinctive de l'arme du crime ont été retirées de la clôture de l'église. Pour cette raison, Mulder en vient à croire que les meurtres sont motivés par la colère divine au lieu du culte démoniaque.